# 雷文代爾 (加利福尼亞州)
雷文代爾（英語：Ravendale）是位於美國加利福尼亞州拉森縣的一個非建制地區。該地的面積和人口皆未知。

## 地理
雷文代爾的座標為40°47′55″N 120°21′55″W / 40.79861°N 120.36528°W，而該地的平均海拔高度為1617米（即5305英尺）。